# 海絲特·福特
海絲特·福特（英語：Hester Ford，1905年8月15日—2021年4月17日）是一名美國的最長壽者（2019年11月23日—2021年4月17日）和活著的時候全球第6順位在世年長者，居住在北卡羅來納州。

## 生平
出生於南卡羅來納州的蘭卡斯特縣的一個農場。14歲時，她嫁給了約翰·福特。明年迎來了第一個孩子，她於1960年搬到北卡羅來納州的夏洛特，她的丈夫約翰於1963年去世。他們有12個孩子，8男4女。
2019年11月23日，阿萊利亞·墨菲過世，福特成為美國的在世最年長者。
2021年4月17日，海絲特·福特過世，終年115歲245天，她過世後，塞爾瑪·薩特克利夫（Thelma Sutcliffe，1906年10月1日出生）成為美國的在世最年長者。

## 參看
- 超級人瑞
- 獲驗證的最長壽者列表